# Prelude to a living stone
Prelude to a living stone is een compositie van Vagn Holmboe
Naast een hele ris symfonieën en strijkkwartetten schreef de Deense componist een tiental preludes voor kamerorkest, hier aangeduid als sinfonietta. Alle tien stukken zijn opgedragen aan musicoloog Robert Layton, die in zijn jaren de Scandinavische muziek trachtte te promoten in Engeland. De werken verschenen in een korte periode tussen 1986 en 1991; Holmboe, overleden in 1996, heeft ze overigens niet alle kunnen terugluisteren tijdens uitvoeringen.
Prelude to a living stone is de vijfde in de serie. Holmboe, natuurliefhebber bij uitstek, laat de steen tot leven komen door het werk in het lage register te beginnen, daarna volgt het hogere register met xylofoon en dwarsfluit. De tweede sectie van het stuk is enigszins langzamer, maar het snelle tempo komt terug in sectie 3, waarbij de toon “a” bijzondere aandacht; vlak voordat het stuk eindigt moduleert Holmboe naar “g”
De muziek werd vergeleken met muzikale pointillistische aquarellen, waarbij de invloed van de muziek van Carl Nielsen en in dit geval Alan Hovhaness niet ver weg is. 
Orkestratie
- 1 dwarsfluit, 1 hobo, 1 klarinet, 1 fagot
- 2 hoorns, 1 trompet
- 2 man/vrouw percussie
- 1 eerste viool, 1 tweede viool, 1 altviool, 1 cello, 1 contrabas